# Saser Muztagh
Saser Muztagh é a subcordilheira mais oriental do Caracórum, que por sua vez faz parte dos Himalaias, situada no norte do Território da União do Ladaque, norte da Índia.
É limitado a sul, leste e nordeste pelo rio Shyok, que depois de descer em direção a sudeste desde o glaciar de Rimo, vira subitamente para noroeste, contornando o canto sudeste do Saser Muztagh. A oeste, a cordilheira está separada dos montes Kailas pelo rio Nubra. A norte o limite entre o Saser Muztagh e a cordilheira de Rimo Muztagh é marcada pelo passo de montanha Sasser La (5 411 metros). Após contornar a parte sudeste do Saser Muztagh, o rio Shyok separa esta cordilheira da do Ladaque, que se estende a sul, na direção noroeste-sudeste. Entre os glaciares mais importantes da cordilheira encontram-se os de Shukpa Kunchang (norte e sul), o de Sakang e o de Chamshen.
As primeiras explorações e levantamentos europeus do Saser Muztagh foram realizadas entre 1850 e 1900. Em 1909, os exploradores T. G. Longstaff, Arthur Neve e A. M. Slingsby exploraram o vale de Nubra e procuraram rotas de aproximação ao maciço principal do Saser Kangri, mas os cumes mais altos só foram escalados na década de 1970. Devido à sua localização próxima da fronteira disputada entre o Paquistão e a Índia, tem havido pouca atividade de escalada e exploração, à exceção de algumas expedições ocasionais do Exército Indiano.
As montanhas mais altas da cordilheira, com mais de 7 400 m de altitude, situam-se no maciço do Saser Kangri. O cume mais alto é o Saser Kangri I, que se ergue a 7 672 m e é a montanha mais alta do Ladaque.